# United States Anti-Doping Agency
United States Anti-Doping Agency  (ofta förkortat Usada) är en icke-statlig organisation i USA, som arbetar mot dopning inom sporten. Organisationen har sitt säte i Colorado Springs och påbörjade sitt uppdrag 1 oktober 2000. Organisationen finansieras genom statligt stöd, så kallade federal grants, samt av United States Olympic Committee.

## Läs mer
- World Anti-Doping Agency, WADA